# Archi (napój alkoholowy)

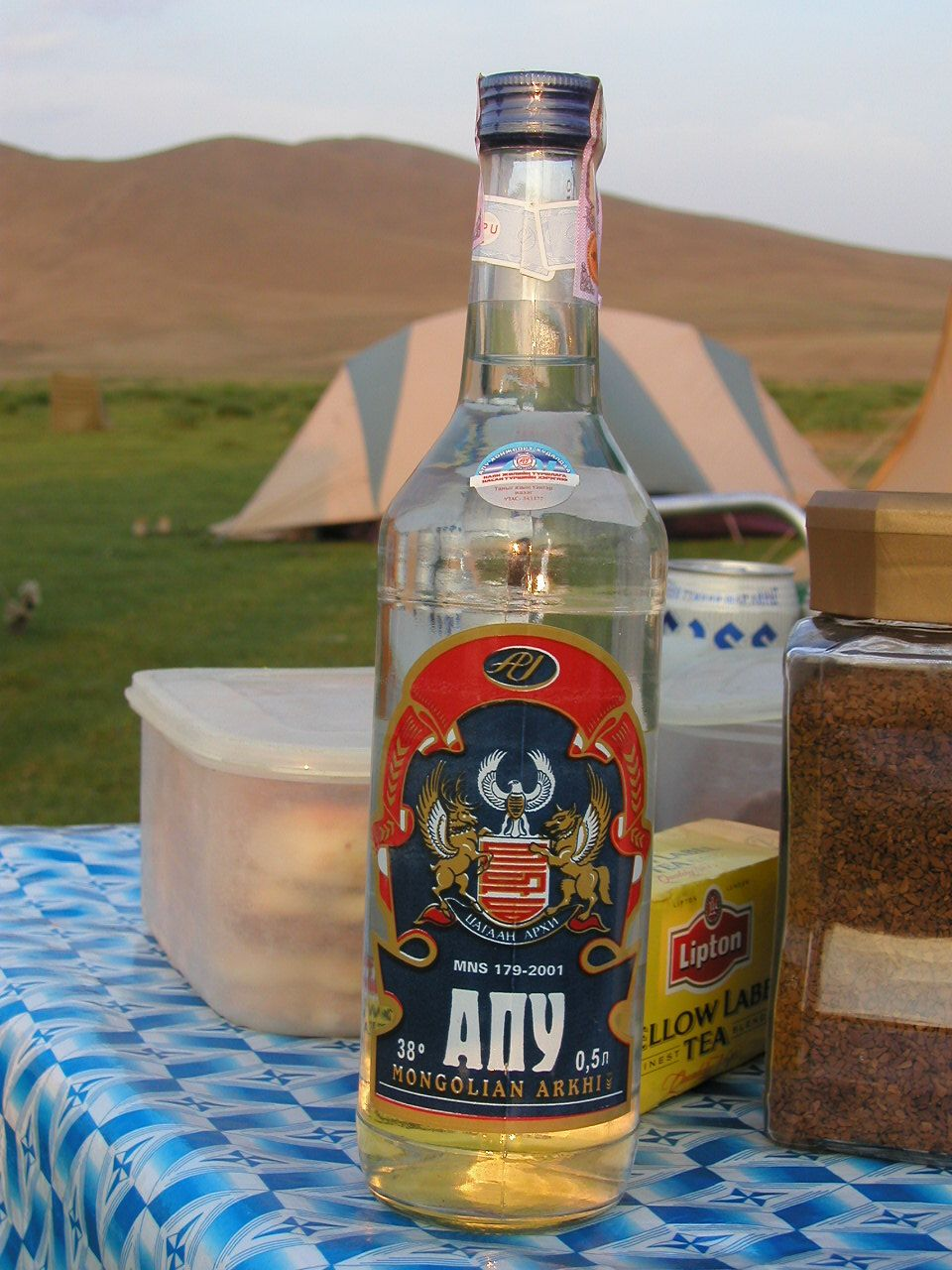
Butelka oryginalnego Archi

Archi (mong. архи) – niskoprocentowa (zwykle kilkanaście do 30% alkoholu) wódka powstała po destylacji kumysu, sfermentowanego mleka. Jest to tradycyjny napój alkoholowy Mongolii i Buriacji.